# Louis Bernard Guyton de Morveau

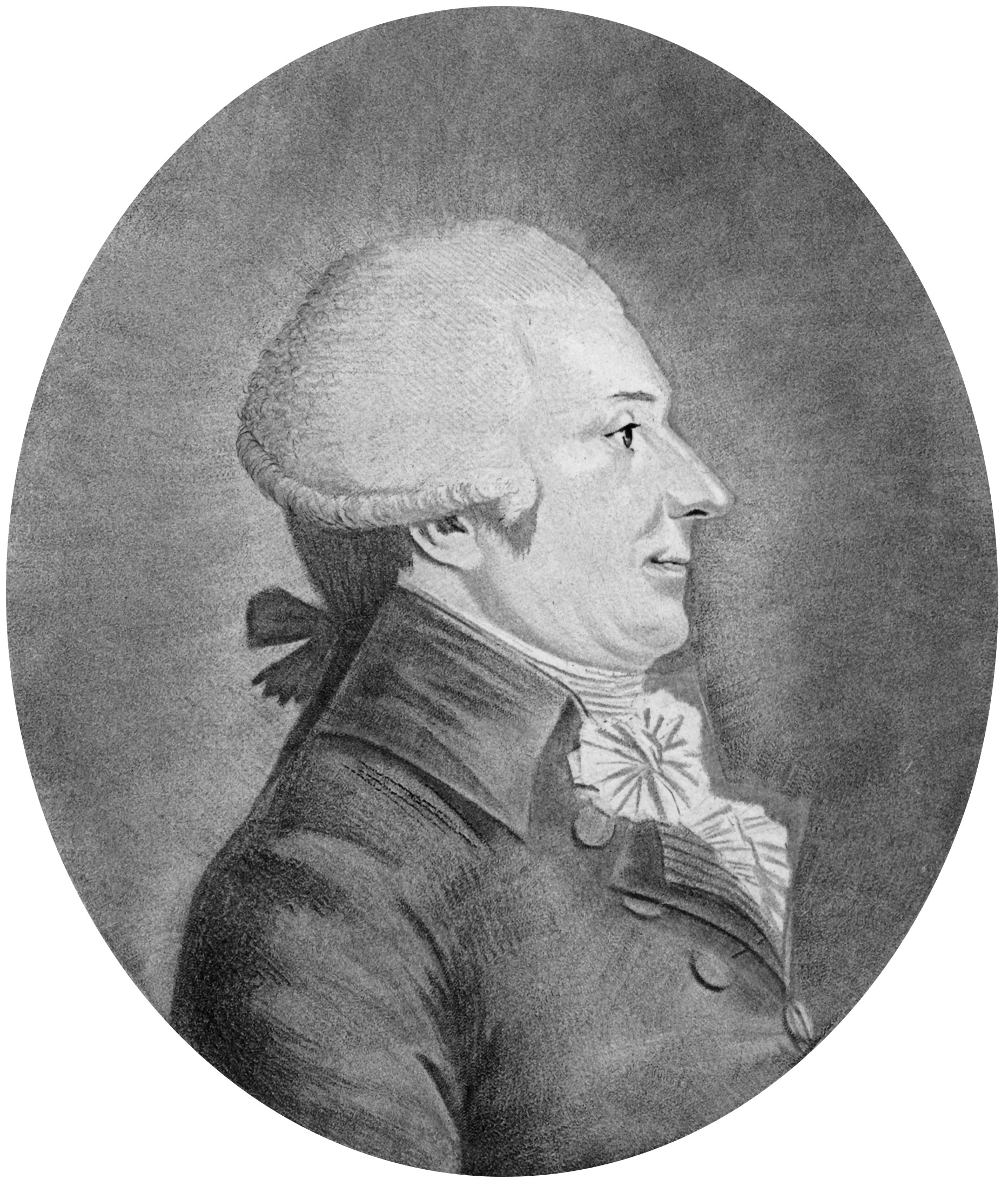
Guyton-Morveau

Louis Bernard Guyton de Morveau, auch Guyton-Morveau (* 4. Januar 1737 in Dijon; † 2. Januar 1816 in Paris) war ein französischer Chemiker und Politiker.

## Leben
Louis Bernard Guyton war der Sohn des Juristen Antoine Guyton (1703–1768) und seiner Ehefrau Marguerite Desaulle.
Guyton besuchte in Dijon ein Jesuiten-Kollegium (Collège jésuite), das Collège des Godrans à Dijon. Im Jahre 1763 veröffentlichte er ein Gedicht, in welchem er die Jesuiten angriff, Le Rat iconoclaste, ou le Jésuite croqué, poëme héroï-comique en vers et en 6 chants.
Vor der Revolution war der studierte Jurist, avocat général Abgeordneter der Stadt Dijon und arbeitete an der Encyclopédie méthodique mit.
Er arbeitete von 1755 bis zum Jahre 1782 als Jurist und Lokalpolitiker, nach einem Treffen mit Georges-Louis Leclerc de Buffon wurde de Morveau für die Naturwissenschaften inspiriert. Er interessierte sich für die industrielle Anwendbarkeit der Chemie und entwickelte die Kohlenstoffchemie (Carbonchemie) mit und entwickelte eines der ersten chemischen Benennungssysteme. Zudem war er bei einer Minengesellschaft angestellt.
Während der Revolution wurde er zum Abgeordneten des Départements Côte-d’Or ab Oktober 1791 in der französischen Nationalversammlung, deren Präsident er kurzzeitig war. Er stimmte für den Tod des Königs. Zuvor war er am 4. Januar in den Allgemeinen Verteidigungsausschuss berufen worden. Zudem begründete er die École polytechnique und die École de Mars und betätigte sich im Comité de salut public für die Modernisierung der Wissenschaften. 1798 wurde er in den Rat der Fünfhundert gewählt.

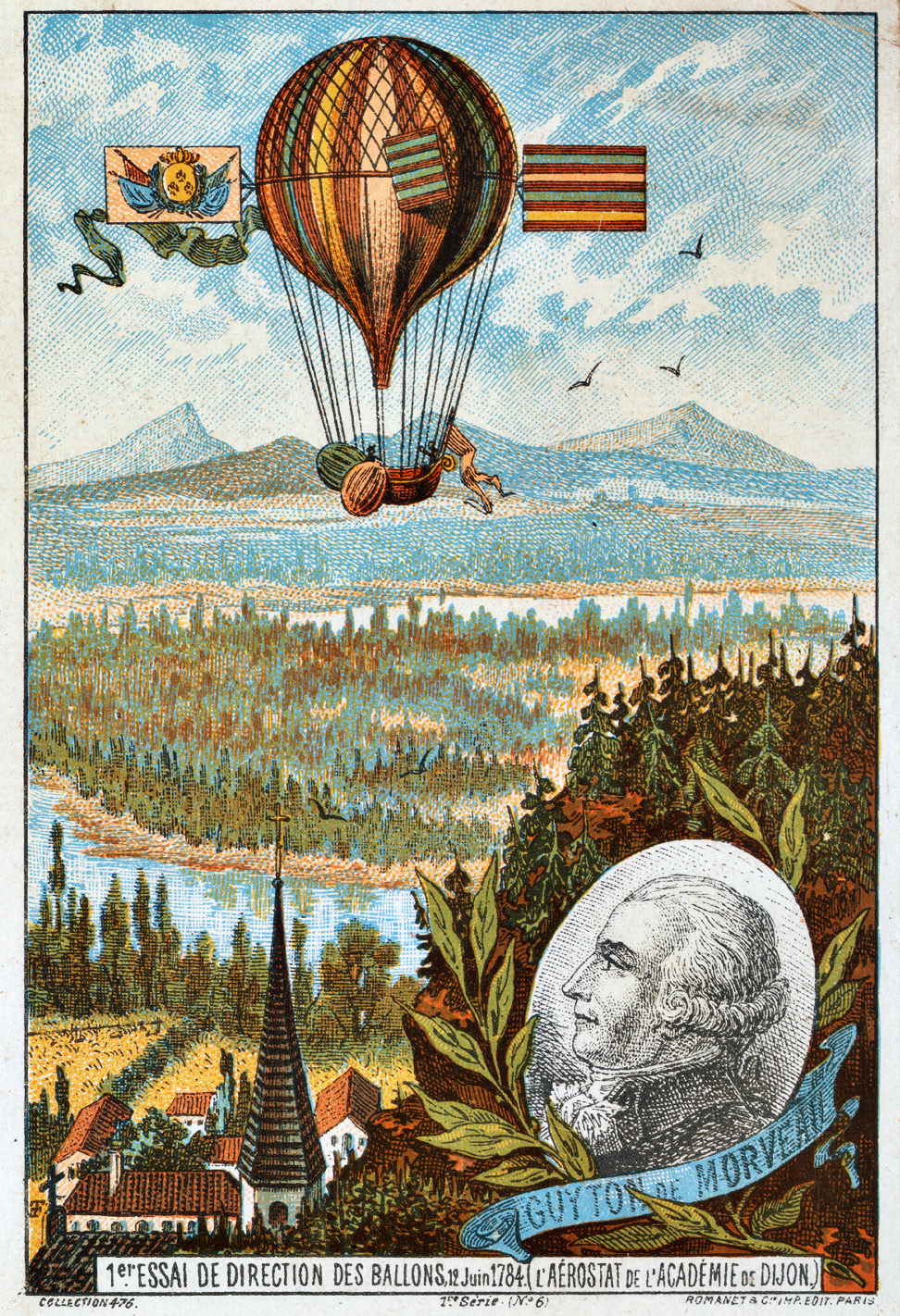
Erster Versuch eines gesteuerten Ballons, von Guyton de Morveau

Guyton wurde 1783 zum ausländischen Mitglied der Königlich Schwedischen Akademie der Wissenschaften (Kungliga Vetenskapsakademien). Am 3. April 1788 wurde er als Mitglied (Fellow) in die Royal Society aufgenommen. Von 1797 bis 1798 und von 1800 bis 1804 war er Direktor der École Polytechnique. 1799 wurde er Administrator der Monnaie de Paris. 1801 wurde er zum korrespondierenden Mitglied der Göttinger Akademie der Wissenschaften gewählt.

## Leistungen
Im Jahre 1782 entwickelte er ein System der chemischen Nomenklatur, bis dahin gaben z. B. die Benennungen der verschiedenen chemischen Substanzen nur geringen oder keinen Hinweis auf die Zusammensetzung der Stoffe.

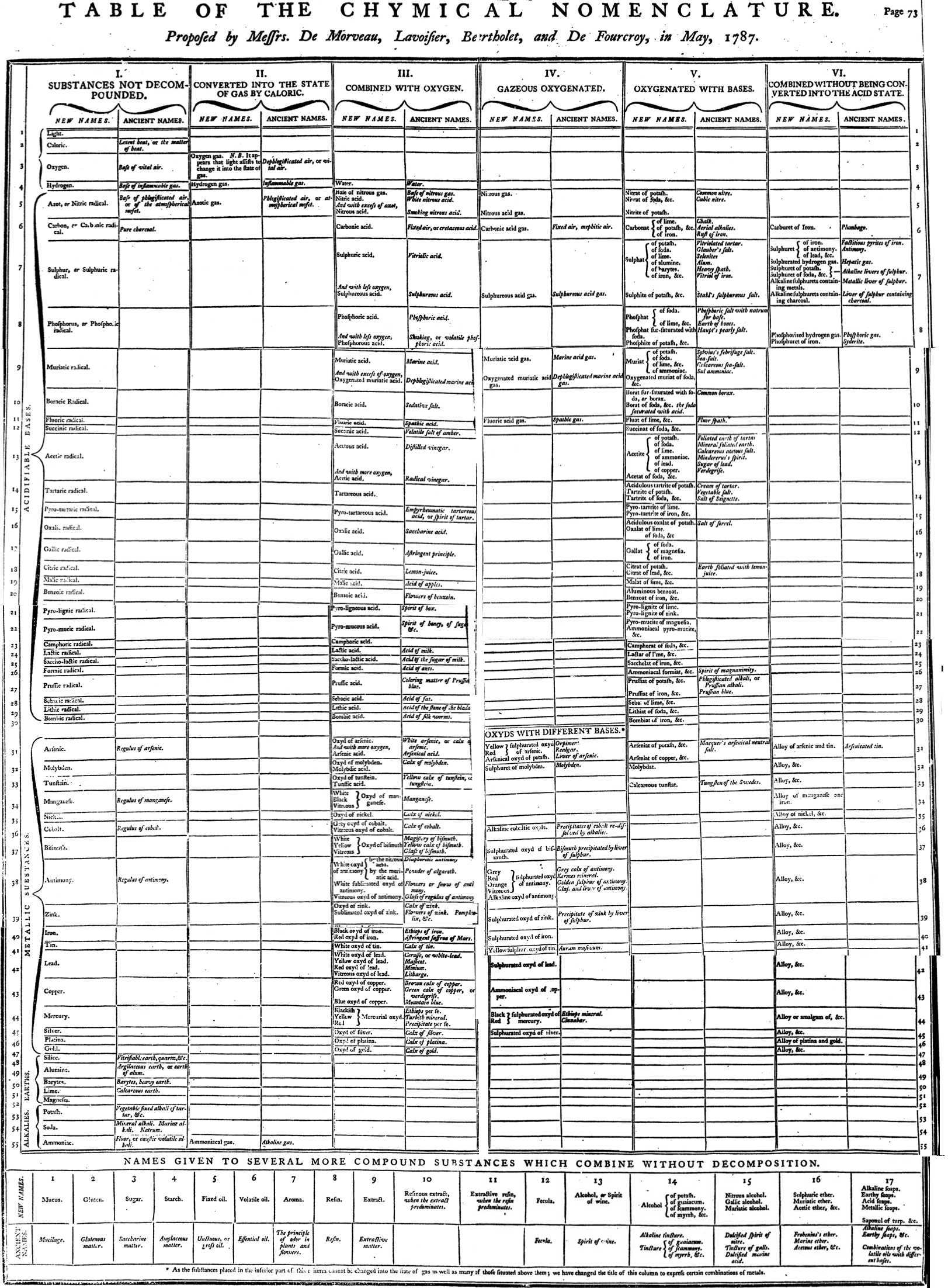
Méthode de Nomenclature Chimique. Paris (1787) von Louis Bernard Guyton de Morveau, Antoine Laurent de Lavoisier, Claude-Louis Berthollet, de Fourcroy

Guyton de Morveau wirkte an der Modifikation der Wedgwood-Skala mit, einer Temperaturskala für höhere Temperaturen, wie sie zum Beispiel bei der Porzellanherstellung auftreten.
Im Jahre 1783 fand er heraus, dass Platin durch ein einfaches Verfahren zu gewinnen war; er zeigte, dass sich Platin mit geringerer Hitze schmelzen ließ, wenn man die Metallkörner mit gemahlenem Arsen und Kaliumcarbonat oder Pottasche mischte.
Er beschäftigte sich auch mit Fragen der angewandten Chemie; so führte er die Verwendung des Koks zum Schmelzen von Gusseisen in Frankreich (1771) ein, organisierte die Produktion von Salpeter in Dijon (1778–1780). Um die Verwesungsgerüche aus der Kirche Saint Médarde de Dijon zu entfernen, empfahl er 1773 die Chlor-Begasung, fumigatio chlori. Das Chlorgas setzte er aus Kochsalz (NaCl) und Schwefelsäure (H2SO4) frei.
Louis Bernard Guyton de Morveau eröffnete in einem früheren Hotel in Dijon ein Chemisches Laboratorium. Es lag gegenüber dem Wohnsitz von Jean-Baptiste Courtois (1748–1807?), dem Vater des Chemikers Bernard Courtois. Jean-Baptiste Courtois war ab dem Jahre 1775 als Demonstrator und später in der Funktion eines Assistenten für Morveaus Chemie-Akademie beschäftigt.
De Morveau setzte sich auch mit der Phlogistontheorie auseinander, so in den Digressions académiques ou essays sur quelques sujets de Physique de Chymie. (1762).
Er entwickelte 1782 für seine Salpeterfabrik ein titrimetrisches Verfahren zur Bestimmung des Gehaltes an Salzsäure (HCl) und Salpetersäure (HNO) in der Mutterlauge. Diese Mutterlauge wurde mit einer Alkalimetall-Carbonatlösung (siehe auch Alkalimetalle) solange versetzt, bis die als Indikatoren dienende Kurkuma und Fernambuk-Tinktur getränkten Papierstreifen, pH-Wert abhängig, ihre Farbe änderten. Der Verbrauch wurde dann durch Wägung ermittelt. In einer zweiten Probe bestimmte er den Salzsäuregehalt der Lösung als Fällungstitration (siehe auch Fällungsreaktion) allein mit Bleinitratlösung (siehe Blei(II)-chlorid). Aus der Differenz der beiden Wägetitrationen konnte er den Gehalt an Salpetersäure in der Mutterlauge berechnen. Zur volumetrischen Bestimmung des Kohlendioxid-Gehaltes (CO2) im Wasser durch einen kontrollierten Zusatz von Kalkwasser und Trübungsumschlag entwickelte er eine Frühform der Bürette; er nannte das Gerät gaso-mètre. Es bestand aus einem zylindrischen Glasrohr und einem mit Maßeinheiten versehen Papierstreifen, der auf der Rückseite des Glasrohrs befestigt war.

### Ballonfahrten
G. de Morveau wurde durch die Académie de Dijon mit dem Bau eines „Segel-Ballon“ beauftragt, bei seiner Konstruktion versuchte er den Ballon durch Segel und einem vertikalen Ruder zu lenken. Der Ballon hatte einen Durchmesser von 29 Metern und war mit Wasserstoffgas gefüllt.
Am Sonntag, dem 25. April 1784, startete er zusammen mit Claude Bertrand (auch Abbé Bertrand) (1755–1792) zu seinem ersten Flug. Mit demselben Ballon, machte M. Guyton-Morveau einen zweiten Aufstieg am Samstag, dem 12. Juni 1784, diesmal begleitete Charles André Hector Grossart de Virly (1754–1805), Präsident des Rechnungshofes aus Dijon, présidente la chambre des comptes des Jahres 1780, den Aufstieg im Gasballon. Im Jahr 1794 war er am neugegründeten Ballon-Korps, compagnie d’aérostiers der französischen Revolutionsarmee beteiligt, er selbst fuhr in einem Ballon während der Schlacht von Fleurus am 26. Juni 1794 und unterstützt in mehreren anderen Schlachten.

## Werke (Auswahl)
- Digressions académique ou essays sur quelques sujets de Physique de Chymie & d'Hist. Nat. Dijon, (1762)
- La vie privée d’un prince célèbre ou Détails des loisirs du prince Henri de Prusse dans sa retraite de Rheinsberg. Veropolis, (1784)
- Le Rat iconoclaste, ou le Jésuite croqué, poëme héroï-comique en vers et en 6 chants. (1763)
- Éloge du président Jeannin, discours lu aux séances publiques de l’Académie des sciences, arts et belles-lettres de Dijon, des 12 août 1764 et 15 décembre 1765. (1766)
- Elemens de chymie.  Dijon, (1777–1778)
- Observation de la crystallisation de fer. De l’Imprimerie Royale, (1780)
- Défense de la volatilité du phlogistique, ou Lettre de l’auteur des Digressions. (1772) (Online)
- Guyton de Morveau, L.B.; Chaussier, F.B.: Description de l’aérostate l’Académie de Dijon: contenant le détail des procédés, la théorie des opérations, les dessins des machines & les procès-verbaux d’expérieces. Académie de Dijon, Chez Causse, (1784) (Online)